# Xavier Ubeira
Xavier F. Ubeira  Rubio (ur. 3 maja 1970 w Viella) – hiszpański narciarz alpejski, dwukrotny olimpijczyk.

## Osiągnięcia

### Igrzyska olimpijskie
| Miejsce | Dzień     | Rok  | Miejscowość | Konkurencja | Czas biegu  | Strata   | Zwycięzca            |
| ------- | --------- | ---- | ----------- | ----------- | ----------- | -------- | -------------------- |
| DSQ     | 16 lutego | 1992 | Albertville | Supergigant | -           | -        | Kjetil André Aamodt  |
| 31.     | 18 lutego | 1992 | Albertville | Gigant      | 2:17,06 min | +10,08 s | Alberto Tomba        |
| 25.     | 15 lutego | 1994 | Lillehammer | Kombinacja  | 3:26,92 min | +9,39 s  | Lasse Kjus           |
| 38.     | 17 lutego | 1994 | Lillehammer | Supergigant | 1:37,60 min | +5,07 s  | Markus Wasmeier      |
| 28.     | 23 lutego | 1994 | Lillehammer | Gigant      | 2:59,35 min | +6,89 s  | Markus Wasmeier      |
| DNF     | 27 lutego | 1994 | Lillehammer | Slalom      | -           | -        | Thomas Stangassinger |